# Tony Crook
Anthony Crook (Manchester, 16 februari 1920 – 21 januari 2014) is een voormalig Formule 1-coureur uit Groot-Brittannië. Hij reed 2 Grands Prix, de Grand Prix van Groot-Brittannië van 1952 (team Frazer Nash) en 1953 (Cooper).